# Araucosimus orfilanus
Araucosimus orfilanus là một loài ruồi trong họ Tachinidae.